# Angarn
Angarn is een plaats in de gemeente Vallentuna in het landschap Uppland en de provincie Stockholms län in Zweden. De plaats heeft 61 inwoners (2005) en een oppervlakte van 12 hectare. De omgeving van Angarn bestaat vooral uit landbouwgrond, deze landbouwgrond is omringd door bos. In de plaats staat een aan het einde van de 13de eeuw gebouwde kerk, het uiterlijk van de kerk is later nog wel wat veranderd, maar onder andere het doopvont stamt nog uit de 13de eeuw. Net buiten de kerk staat een torentje met daarin een klok, dit torentje stamt uit 1661 en kreeg zijn huidige uiterlijk waarschijnlijk bij een reparatie in 1771.

## Verkeer en vervoer
Bij de plaats lopen de E18 en Länsväg 268.